# Королевская аллея
Короле́вская алле́я (нем. Königsallee) — одна из самых красивых, элегантных, и богатых улиц Дюссельдорфа с эксклюзивными магазинами, галереями, барами и уличными кафе. «Кё» (так прозвали эту улицу дюссельдорфцы) начинается на площади Graf-Adolf-Platz и проходит параллельно Рейну до придворного сада (Hofgarten). В 1985 году была открыта и «Галерея-Кё». К придворному саду прилегает старый город (Altstadt).
Королевская аллея, кратко называемая Кё, это бульвар, пересекающий с севера на юг исторический центр города Дюссельдорф. Выделяет её из других аллей большая ширина, ров посередине улицы и впечатляющий ряд деревьев. Вместо привычных двух пешеходных дорожек Кё имеет целых четыре: две по сторонам рва и две вдоль домов.

## Расположение
Аллея лежит к востоку от старой части Дюссельдорфа и была частью крепостных сооружений. Впоследствии на освободившихся территориях было построено так называемое «Зелёное кольцо» вокруг центра города, к которому была присоединена также и Королевская аллея. На севере она берёт своё начало у Придворного сада (Hofgarten) и упирается на юго-западе в площадь графа Адольфа (Graf-Adolf-Platz).

## История

### Историческое развитие
Основание всемирно известной Королевской аллеи историки связывают с подписанным в 1801 году Люневилльским миром. С 1802 по 1804 придворный архитектор Каспар Антон Хушбергер, ландшафтный архитектор Максимилиан Фридрих Веихе и мастер гидротехники Вильгельм Готтлиб Бауер на месте снесённых крепостных сооружений создали архитектурный ансамбль, основной частью которого стал городской ров шириной свыше 30 м, глубиной 5 м и длиной почти в 1 000 м, а главным украшением Тритоновый фонтан, питающийся водами реки Дюссель (Düssel). Получившаяся аллея, заложенная на восточной границе города, обозначалась в планах того времени, как «Загородная аллея».
На двух мостах над городским рвом были предусмотрены таможенные посты для сбора пошлины за проезд. В южном конце королевской аллеи c 1838 года находился вокзал первой железнодорожной линии Западной Германии, принадлежащий «Дюссельдорф-Эльберфельдер железнодорожная компания» (поэтому вокзал назывался Эльберфельдерский {Elberfelder Bahnhof}).
К 1845 году Королевская аллея стала «жизненной артерией» с неспешно прогуливающимися парами, вечно спешащими путешественниками, бравыми солдатами и офицерами, посетителями кафе, постояльцами гостиниц и прохожими, направляющимися на почту (Posthalterei) и позднее на телеграф (Telegraf).
Ранними названиями восточного рва, указанного в городских путеводителях, были «Новая аллея», «Средняя аллея» или «Аллея каштанов». В 1848 году произошло легендарное «покушение конским навозом». В том «революционном году» король Фридрих Вильгельм IV был закидан здесь конским навозом по пути с железнодорожного вокзала к замку Jägerhof. Подробности покушения неизвестны, однако в 1851 году «Аллея каштанов» была переименована в «Королевскую аллею», чтобы снова милостливо настроить королевский дом. К тому времени западная сторона аллеи ещё не была застроена и носила название «Канальная улица»(Kanalstraße). В южной части городского рва стоит Бергский Лев — символ города Дюссельдорф (Филипп Харт, в 1963), а в северной части Тритоновый фонтан (Tritonenbrunnen) (Фриц Коубиллир, 1902) - широко известный памятник Кё.

### Сегодняшний облик
Сегодня всемирно известная аллея «цветёт» бесчисленными бутиками, первоклассными торговыми центрами на восточной стороне, банками и кредитными институтами на западной. Наряду с этим на Королевской аллее располагаются поистине королевские отели: от традиционных «Брайденбахер Хоф» (Breidenbacher Hof) и «Штайгенбергер Парк Отель» (Steigenberger Park Hotel) до современного «Отель Интерконтиненталь» (Intercontinental). Все отели имеют категорию 5 звёзд, а парковый отель, кроме того, имеет дополнение «супериор».
В июле / августе 2004 Королевская аллея праздновала своё 200-летие. Сейчас существует уже несколько проектов по реконструкции и развитию Королевской аллеи. Началось строительство нового корпуса отеля «Брайденбахер Хоф», снесено бывшее здание Дома Моды Хайнеманна (Modehaus Heinemann), на месте которого откроется элитный книжный бутик «Майрский Книжный». Стали легендарными цены на недвижимость Королевской Аллеи. Так один квадратный метр незастроенной земли в районе Кё оценивается экспертами в 13.000 евро.